# جوائز الفيفا للأفضل كرويا 2020
جوائز الفيفا للأفضل كرويًا 2020 هو الحفل الخامس لجائزة الأفضل التي ابتدعتها الفيفا، أُقيم في 17 ديسمبر 2020. تماشيًا مع احتياطات الصحة العامة بأن الصحة تأتي أولًا، فقد أُقيم حفل توزيع الجوائز كحدث افتراضي فقط.

## المرشحين

### جائزة الفيفا لأفضل لاعب
تم اختيار 11 لاعباً في القائمة المختصرة في 25 نوفمبر 2020. تم الكشف عن المرشحين الثلاثة وهم: روبرت ليفاندوفسكي وكريستيانو رونالدو وليونيل ميسي في 11 ديسمبر 2020.
معايير الاختيار للاعبي العام للرجال هي: الإنجازات خلال الفترة من 20 يوليو 2019 إلى 7 أكتوبر 2020.
| #                  | اللاعب             | النادي              | المنتخب الوطني     | النقاط             |
| المرشحين النهائيين | المرشحين النهائيين | المرشحين النهائيين  | المرشحين النهائيين | المرشحين النهائيين |
| ------------------ | ------------------ | ------------------- | ------------------ | ------------------ |
| 1                  | روبرت ليفاندوفسكي  | بايرن ميونخ         | بولندا             | 52                 |
| 2                  | كريستيانو رونالدو  | يوفنتوس             | البرتغال           | 38                 |
| 3                  | ليونيل ميسي        | برشلونة             | الأرجنتين          | 35                 |
| المرشحين الآخرين   |                    |                     |                    |                    |
| 4                  | ساديو ماني         | ليفربول             | السنغال            | 29                 |
| 5                  | كيفين دي بروين     | مانشستر سيتي        | بلجيكا             | 26                 |
| 6                  | محمد صلاح          | ليفربول             | مصر                | 25                 |
| 7                  | كيليان مبابي       | باريس سان جيرمان    | فرنسا              | 19                 |
| 8                  | تياغو              | بايرن ميونخ ليفربول | إسبانيا            | 17                 |
| 9                  | نيمار              | باريس سان جيرمان    | البرازيل           | 16                 |
| 10                 | فيرجيل فان ديك     | ليفربول             | هولندا             | 13                 |
| 11                 | سيرخيو راموس       | ريال مدريد          | إسبانيا            | 7                  |

### جائزة الفيفا لأفضل حارس
تم الإعلان عن المرشحين الستة في 25 نوفمبر 2020. تم الكشف عن المرشحين الثلاثة في 11 ديسمبر 2020.
| #                  | اللاعب                | النادي             | المنتخب الوطني     | النقاط             |
| المرشحين النهائيين | المرشحين النهائيين    | المرشحين النهائيين | المرشحين النهائيين | المرشحين النهائيين |
| ------------------ | --------------------- | ------------------ | ------------------ | ------------------ |
| 1                  | مانويل نوير           | بايرن ميونخ        | ألمانيا            | 28                 |
| 2                  | أليسون                | ليفربول            | البرازيل           | 20                 |
| 3                  | يان أوبلاك            | أتلتيكو مدريد      | سلوفينيا           | 12                 |
| المرشحين الآخرين   |                       |                    |                    |                    |
| 4                  | كيلور نافاس           | باريس سان جيرمان   | كوستاريكا          | 5                  |
| 5                  | مارك أندريه تير شتيغن | برشلونة            | ألمانيا            | 4                  |
| 6                  | تيبو كورتوا           | ريال مدريد         | بلجيكا             | 3                  |

### جائزة الفيفا لأفضل مدرب (للرجال)
تم اختيار خمسة مدربين في البداية في 25 نوفمبر 2020. تم الكشف عن المرشحين الثلاثة في 11 ديسمبر 2020.
| #                  | المدرب             | الفريق             | النقاط                                               |
| المرشحين النهائيين | المرشحين النهائيين | المرشحين النهائيين | المرشحين النهائيين                                   |
| ------------------ | ------------------ | ------------------ | ---------------------------------------------------- |
| 1                  | يورغن كلوب         | ليفربول            | 24 (فاز بناءً على أصوات أكثر من مدربي المنتخب الوطني) |
| 2                  | هانس ديتر فليك     | بايرن ميونخ        | 24                                                   |
| 3                  | مارسيلو بيلسا      | ليدز يونايتد       | 11                                                   |
| المرشحين الآخرين   |                    |                    |                                                      |
| 4                  | زين الدين زيدان    | ريال مدريد         | 9                                                    |
| 5                  | جولين لوبيتيغي     | إشبيلية            | 4                                                    |

### جائزة الفيفا لأفضل لاعبة
تم اختيار أحد عشر لاعباً في القائمة المختصرة في 25 نوفمبر 2020. تم الكشف عن المرشحين الثلاثة في 11 ديسمبر 2020.
معايير الاختيار للاعبات العام هي: الإنجازات خلال الفترة من 8 يوليو 2019 إلى 7 أكتوبر 2020.
| #                | اللاعبة              | النادي                 | المنتخب الوطني | النقاط |
| ---------------- | -------------------- | ---------------------- | -------------- | ------ |
| 1                | لوسي برونز           | ليون مانشستر سيتي      | إنجلترا        | 52     |
| 2                | بيرنيل هاردا         | فولفسبورغ تشيلسي       | الدنمارك       | 40     |
| 3                | ويندي رينار          | ليون                   | فرنسا          | 35     |
| المرشحين الآخرين |                      |                        |                |        |
| 4                | فيفيان ميديما        | أرسنال                 | هولندا         | 31     |
| 5                | دلفين كاسكارينو      | ليون                   | فرنسا          | 30     |
| 6                | دزينيفر ماروزسان     | ليون                   | ألمانيا        | 25     |
| 7                | سامانثا كر           | شيكاغو رد ستارز تشيلسي | أستراليا       | 20     |
| 8                | كارولين غراهام هانسن | برشلونة                | النرويج        | 15     |
| 9                | جنيفر هيرموسو        | برشلونة                | إسبانيا        | 15     |
| 10               | ساكي كوماجاي         | ليون                   | اليابان        | 7      |
| 11               | جي سو يون            | تشيلسي                 | كوريا الجنوبية | 7      |

### جائزة الفيفا لأفضل حارس
تم اختيار ستة حارسات في القائمة المختصرة في 25 نوفمبر 2020. تم الكشف عن المرشحين الثلاثة في 11 ديسمبر 2020.
| #                | اللاعبة         | النادي                  | المنتخب الوطني   | النقاط |
| ---------------- | --------------- | ----------------------- | ---------------- | ------ |
| 1                | سارة بوهدي      | ليون                    | فرنسا            | 24     |
| 2                | كريستيان إندلر  | باريس سان جيرمان        | تشيلي            | 22     |
| 3                | أليسا نايهير    | شيكاغو رد ستارز         | الولايات المتحدة | 10     |
| المرشحين الآخرين |                 |                         |                  |        |
| 4                | آن كاترين بيرغر | تشيلسي                  | ألمانيا          | 6      |
| 5                | هيدفيج ليندال   | فولفسبورغ أتلتيكو مدريد | السويد           | 5      |
| 6                | إيلي روبوك      | مانشستر سيتي            | إنجلترا          | 5      |

### جائزة الفيفا لأفضل مدرب للسيدات
تم اختيار سبعة مدربين في البداية في 25 نوفمبر 2020. تم الكشف عن المرشحين الثلاثة في 11 ديسمبر 2020.
| #                  | المدرب/المدربة     | الفريق             | النقاط             |
| المرشحين النهائيين | المرشحين النهائيين | المرشحين النهائيين | المرشحين النهائيين |
| ------------------ | ------------------ | ------------------ | ------------------ |
| 1                  | سارينا ويجمان      | هولندا             | 26                 |
| 2                  | جان لوك فاسور      | ليون               | 20                 |
| 3                  | إيما هايز          | تشيلسي             | 12                 |
| المرشحين الآخرين   |                    |                    |                    |
| 4                  | ستيفان ليرش        | فولفسبورغ          | 7                  |
| 5                  | لويس كورتيس        | برشلونة            | 6                  |
| 6                  | ريتا غوارينو       | يوفنتوس            | 1                  |
| 7                  | هيج ريس            | كافنر أف كي        | 0                  |

### جائزة بوشكاش
تم الإعلان عن اللاعبين الأحد عشر الذين تم اختيارهم في القائمة المختصرة للفوز بالجائزة في 25 نوفمبر 2020. وتم الكشف عن المرشحين النهائيين الثلاثة في 11 ديسمبر 2020. وسجلت جميع الأهداف ما بين 20 يوليو 2019 و7 أكتوبر 2020. يُسمح لكل مستخدم مسجل في موقع FIFA.com بالمشاركة في التصويت النهائي حتى 9 ديسمبر 2020، مع تقديم الاستبيان على الموقع الرسمي للفيفا. ثم يتم التصويت على الأهداف الثلاثة الأولى من قبل لجنة مكونة من عشرة من «خبراء فيفا»، والذين سيختارون الفائز.
| # | اللاعب                | المباراة                 | المسابقة                         | التاريخ       | النقاط |
| - | --------------------- | ------------------------ | -------------------------------- | ------------- | ------ |
| 1 | سون هيونغ مين         | توتنهام هوتسبير – بيرنلي | الدوري الإنجليزي الممتاز 2019–20 | 7 ديسمبر 2019 | 24     |
| 2 | جيورجيان دي أراسكايتا | سيارا – فلامنغو          | الدوري البرازيلي 2019            | 25 أغسطس 2019 | 22     |
| 3 | لويس سواريز           | برشلونة – مايوركا        | الدوري الإسباني 2019–20          | 7 ديسمبر 2019 | 20     |

### جائزة المشجعين
تم الإعلان عن المرشحين الثلاثة في 25 نوفمبر 2020.
| # | المشجع/المشجعين              | المباراة | المسابقة | التاريخ | النسبة  |
| - | ---------------------------- | -------- | -------- | ------- | ------- |
| 1 | ماريفالدو فرانسيسكو دا سيلفا | مُتعدد    | مُتعدد    | مُتعدد   | 138،122 |
| 2 | المشجعين الكولومبيين         | غ/م      | غ/م      | مُتعدد   | 116،616 |
| 3 | جيمس أندرسون                 | غ/م      | غ/م      | مُتعدد   | 86،182  |

### جائزة اللعب النظيف
| الفائز       | الفريق              | السب                                                       |
| ------------ | ------------------- | ---------------------------------------------------------- |
| ماتيا أغنيسي | أوسبيداليتي كالتشيو | أجرى الإسعافات الأولية لخصمه عندما فقد وعيه أثناء المباراة |

### جائزة فيفبرو (للرجال)
تم الإعلان عن القائمة المختصرة التي تضم 55 لاعباً في 10 ديسمبر 2020.
| اللاعب               | النادي                  |
| الحارس               | الحارس                  |
| -------------------- | ----------------------- |
| أليسون               | ليفربول                 |
| الدفاع               |                         |
| ترنت ألكساندر-أرنولد | ليفربول                 |
| ألفونسو ديفيس        | بايرن ميونخ             |
| فيرجيل فان ديك       | ليفربول                 |
| سيرخيو راموس         | ريال مدريد              |
| الوسط                |                         |
| كيفين دي بروين       | مانشستر سيتي            |
| يوزوا كيميش          | بايرن ميونخ             |
| تياغو                | - بايرن ميونخ - ليفربول |
| الهجوم               |                         |
| روبرت ليفاندوفسكي    | بايرن ميونخ             |
| ليونيل ميسي          | برشلونة                 |
| كريستيانو رونالدو    | يوفنتوس                 |

### جائزة فيفبرو (للنساء)
تم الإعلان عن القائمة القصيرة للسيدات التي تضم 55 لاعبة في 10 ديسمبر 2020.
| اللاعبة          | النادي                             |
| الحارس           | الحارس                             |
| ---------------- | ---------------------------------- |
| كريستيان إندلر   | باريس سان جيرمان                   |
| الدفاع           |                                    |
| ميللي برايت      | تشيلسي                             |
| لوسي برونز       | - ليون - مانشستر سيتي              |
| ويندي رينار      | ليون                               |
| الوسط            |                                    |
| باربارا بونانسيا | يوفنتوس                            |
| فيرونيكا بوكيت   | - يوتا رويالز - ميلان              |
| دلفين كاسكارينو  | ليون                               |
| الهجوم           |                                    |
| بيرنيل هاردا     | - فولفسبورغ - تشيلسي               |
| توبين هيث        | - بورتلاند ثورنز - مانشستر يونايتد |
| فيفيان ميديما    | أرسنال                             |
| ميغان رابينو     | سياتل رين                          |

## لجان الاختيار

### لجنة الاختيار للرجال
قائمة لجنة الخبراء التي اختارت قائمة المرشحين لجوائز أفضل لاعبين ومدربين من الفيفا لعام 2020:
- كافو
- عصام الحضري
- دييغو فورلان
- فريد موندراغون
- بارك جي سونغ
- باستيان شفاينشتايغر
- خريستو ستويتشكوف
- ديفيد سوازو
- يحيى توريه
- دافيد فيا

### لجنة الاختيار للسيدات
قائمة لجنة الخبراء التي اختارت قائمة المرشحين لجوائز أفضل لاعبات ومدربات/مدربين من الفيفا لعام 2020:
- راشيل براون
- هان دوان
- جيل إليس
- جولي فليتينج
- روزانا غوميز
- آمبير هيرن
- شتيفاني جونز
- لوتا شيلين
- جاكي شيبانجا
- ميليسا تانكريدي

## وصلات خارجية
- الموقع الرسمي